# Бабарыкино (Кузнецкий район)
Бабарыкино — село в Кузнецком районе Пензенской области. Входит в состав Явлейского сельсовета.

## География
Село расположено в восточной части области на расстоянии примерно в 26 километрах по прямой к северо-востоку от районного центра Кузнецка.
Часовой пояс
Село Бабарыкино как и вся Пензенская область, находится в часовой зоне МСК (московское время). Смещение применяемого времени относительно UTC составляет +3:00.

## История

### Русское царство
9 ноября (по старому стилю: 30 октября) 1694 года подьячий Саранской приказной избы, Назар Еголников, отказал Петру Ивановичу Нечаеву, Митрофану Ивановичу Литвинову, Афанасию Ивановичу и Ивану Ивановичу Анненковым по 350 четвертей земли в Саранском уезде на реке Суре и на речках Рызлее и Евлее.

## Население
| 1859 | 1911 | 1930 | 1939 | 1979 | 1989 | 1996 |
| ---- | ---- | ---- | ---- | ---- | ---- | ---- |
| 446  | ↗627 | ↗910 | ↘514 | ↘113 | ↘30  | ↘22  |
| 2002 | 2010 |      |      |      |      |      |
| ↘11  | ↘9   |      |      |      |      |      |

Национальный состав
Согласно результатам переписи 2002 года, в национальной структуре населения русские составляли 100 % из 11 чел..

## Видео
- Село Бабарыкино с квадрокоптера (2022)
- Дорога в Бабарыкино, съёмка с машины (2022)